# Elephantinae
Elephantinae – podrodzina dużych ssaków lądowych z rodziny słoniowatych (Elephantinae).

## Rozmieszczenie geograficzne
Podrodzina obejmuje gatunki występujące w Afryce i Azji.

## Systematyka
Do podrodziny zalicza się dwa plemiona:
- Elephantini J.E. Gray, 1821
- Loxodontini H.F. Osborn, 1918

Wymarłe taksony bazalane o niepewnym statusie (incertae sedis):
- Primelephas Maglio, 1970[5] – jedynym przedstawicielem był Primelephas korotorensis (Coppens, 1965)
- Selenetherium Mackaye, Brunet & Tassy, 2005[6] – jedynym przedstawicielem był Selenetherium kolleense Mackaye, Brunet & Tassy, 2005